# دودينتس
دودينتس (بالإنجليزية: Dudince)‏ هي بلدة منتجعات صحية تقع جنوب سلوفاكيا. يبلغ عدد سكانها حوالي 1400 نسمة، وهي أصغر مدينة في سلوفاكيا. تشتهر بمياهها المعدنية وينابيعها الساخنة ومنتجعاتها الصحية. تقع بالقرب من أطراف إقليم بانسكا بيستريتسا في سلوفاكيا.

## جغرافيتها
تقع في سفوح سهل كروبينا (جبال الكاربات الغربية الداخلية) في وادي نهر شتيافنيتسا، على بُعد حوالي 27 كم جنوب غرب كروبينا و15 كم شمال شاهي. إلى جانب المستوطنة الرئيسية، تقع قرية ميروفتشي، التي كانت مستقلة سابقًا (ضمت عام 1960).
تقع المدينة في منطقة ستريدوسلوفينسكا لإنتاج النبيذ، وتحيط بها كروم العنب. كما تضم أكوامًا من الحجر الجيري ومنتجعًا صحيًا "رومانيًا".